# Henry Grace à Dieu
El Henry Grace à Dieu también conocido como Great Harry (Gran Harry) fue una carraca inglesa del siglo XVI. 
Durante el reinado de Enrique VIII comenzó el proceso de creación de una potente armada de guerra que culminaría en el reinado de Isabel I. Anteriormente los buques de guerra ingleses habían sido mercantes transformados, con todos los inconvenientes que este conllevaba.
El Henry Grace à Dieu se construyó como buque de guerra , al igual que el Mary Rose y el Great Galley.
Resultó incendiado el 23 de agosto de 1553 en un incidente que hubo en Woolwich el Arsenal de Londres. La nave Henry Grace à Dieu, también conocido como Great Harry fue un barco de guerra de la flota del rey Enrique VIII de Inglaterra. En cuanto al tipo de barco es considerado como carraca.
Fue contemporáneo del Mary Rose, barco insignia de la flota inglesa, y más grande que este último.
Tenía unos 50 metros de eslora y desplazaba unas 1500 toneladas (cuando fue varado). La tripulación era de unas 700/1000 personas. El castillo de proa constaba de cuatro pisos y el castillo de popa se levantaba dos cubiertas.
- En época del rey Enrique VII de Inglaterra se construyó un Great Harry, el primer barco de guerra que llevó ese nombre.

## Aparejo
Cuatro mástiles: el maestro y el trinquete con velas cuadras; el de mesana y el de bonaventura con velas latinas. (Algunas definiciones denominan los palos de popa mesana y contramesana; mesana el más grande y contramesana  el más pequeño y más a popa).
Según se puede ver en pinturas y grabados, los mástiles de popa izaban más de una antena. Y todas las antenas con velas latinas.
El bauprès era de grandes dimensiones y puede considerarse como un quinto mástil. Destinado a izar una vela de cebadera.

## Construcción
La carraca Henry Grace à Dieu fue construida en Woolwich Dockyard (astilleros de Woolwich) desde 1512 hasta 1514. Fue uno de los primeros barcos al adoptar el sistema de troneras y puertas para los cañones.
Cuando el barco fue varado era el más grande y mejor armado de toda Europa. Costó 8.000 libras.
- El sistema de construcción, con esqueleto (quilla y cuadernas) y forro (con planchas unidas por testa), era como el de la mayoría de los barcos mediterráneos. Este sistema se denomina en inglés "carvel". No hay documentación sobre los maestros que construyeron el barco.
- La popa era cortada a escuadra.

## Armamento

Ejemplo de tronera con su puerta en un barco del

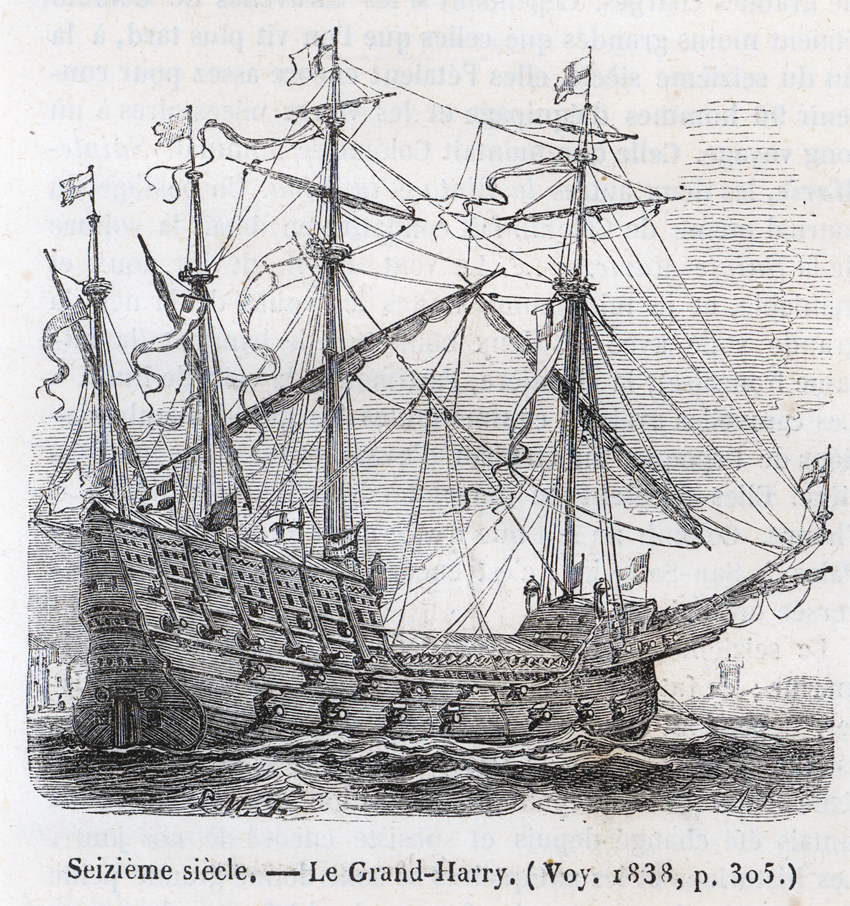
Grabado de Antoine Léon Morel-Fatio representando el Great Harry.

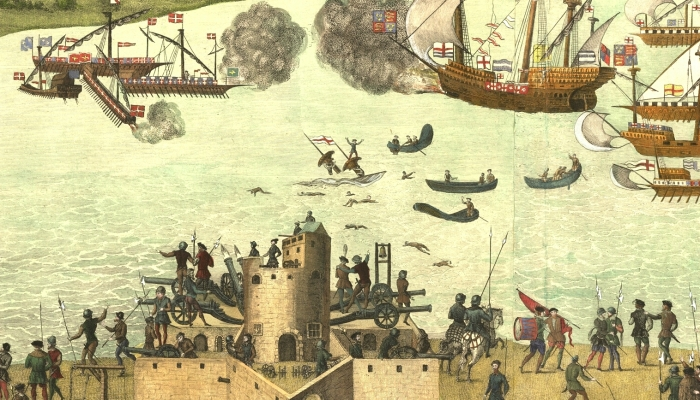
Henry Grace à Dieu humeando en la batalla del Soliendo, al fondo y a la derecha. Mary Rose hundido prácticamente no se ve.

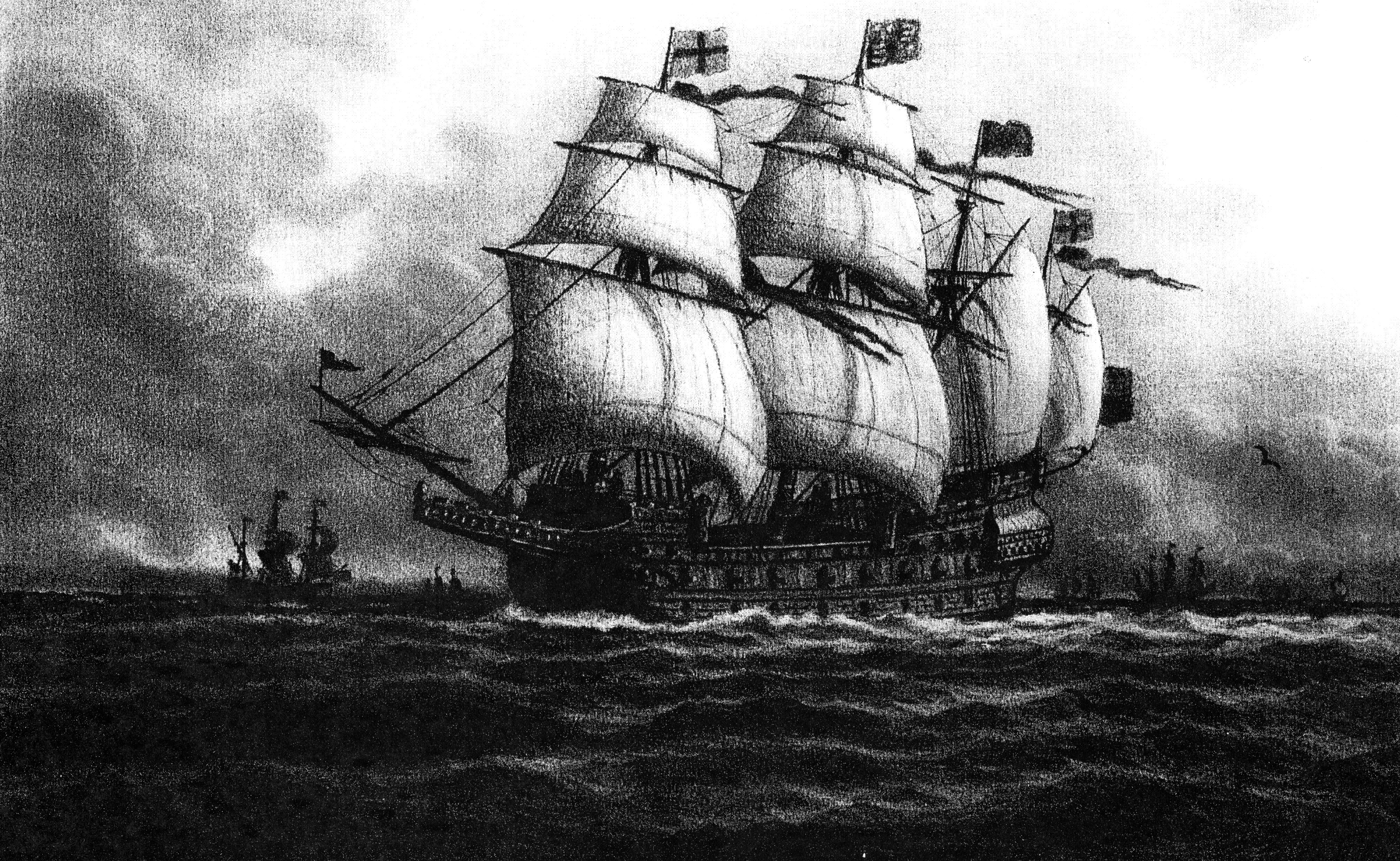
GREAT HARRY en 1555. Lüder Arenhold 1891

El armamento del Henry Grace à Dieu se conoce merced a un dibujo de Samuel Pepys que se pasó a grabado y se imprimió en las Memoirs of the Rise and Progress of the Royal Navy de Charles Derrick.
Artillería:
- 14 cañones en la cubierta inferior

- 12 cañones a la cubierta principal

- 18 cañones entre la popa y quarter de popa

- 18 en el castillo de proa

- 10 cañones a las troneras de popa.

- TOTAL: 72 cañones

En otros autores el armamento considerado es bastante diferente. Según un inventario antiguo la lista de cañones es la siguiente:
Gonnes of Brasse (cañones de bronce )
Cannons . . . . . . . . . . iiii ( 4 cañones)
Di. cannons . . . . . . . . iiii (4 medios cañones)
Culveryns . . . . . . .  . . iiii ( 4 colobrines)
D. culveryns . . . . .. . . ii (2 medias colobrines)
Sakers. . . . . .. . . . . . iiii ( 4 sacros)
Cannon perers‘ . . .. . . iii ( 3 pedreros)
Fawcons . . . . . . . . . . ii (2 halcones)
Gonnes of Yron (cañones de hierro )
Puerto pecys . . . . . xiiii
Slyngs . . . . …. . . iiii
Di. Slyngs . . . . . . ii
Fowlers. . . . . . viii
Baessys . . . . . . lx
Toppe piezas  . . . . ii
Hayle shotte pecys . . xl 
Hand gonnes completo . c  (100 armas manuales)
- Los cañones de bronce fueron comprados en los Países Bajos, a un fundidor llamado Hans Proppenruyter.

No fue hasta el 1521 que apareció un fundidor de cañones de bronce en Inglaterra: John Owen (según testigo de Stowe).

## Acciones militares
El Henry Grace à Dieu participó en la batalla de Soliendo en 1545 contra fuerzas francesas. En esta batalla el Mary Rose se hundió y el Henry Grace à Dieu estuvo a punto de hundirse por culpa de un incendio.

## Últimos tiempos
Al subir al trono Eduardo VI de Inglaterra, el Henry Grace à Dieu fue rebautizado como Edward en honor suyo. No sé sabe a ciencia cierta si se incendió en Woolwich o acabó en un punto de la orilla del Támesis .